# اوپونشیتسه
اوپونشیتسه (به چکی: Oponešice) یک منطقهٔ مسکونی در جمهوری چک است که در منطقه تربیچ واقع شده‌است.
 اوپونشیتسه ۵٫۱۷ کیلومتر مربع مساحت و ۱۸۳ نفر جمعیت دارد و ۴۸۸ متر بالاتر از سطح دریا واقع شده‌است.